# Fédération suisse de football américain
 (signalé en août 2025).
Si vous disposez d'ouvrages ou d'articles de référence ou si vous connaissez des sites web de qualité traitant du thème abordé ici, merci de compléter l'article en donnant les références utiles à sa vérifiabilité et en les liant à la section « Notes et références ».
- Archive Wikiwix
- Bing
- Cairn
- DuckDuckGo
- E. Universalis
- Gallica
- Google
- G. Books
- G. News
- G. Scholar
- Persée
- Qwant
- (zh) Baidu
- (ru) Yandex
- (wd) trouver des œuvres sur Wikidata

La Fédération Suisse de Football Américain (FSFA) est l’association faîtière du tackle football et du flag football en Suisse. Elle est membre de la Swiss Olympic Association et de la Fédération internationale de football américain (IFAF). 
Depuis 2023 la FSFA utilise un nouveau nom, Swiss American Football, en tant que nom « de promotion » de la Fédération.